# Clague Ridge
Clague Ridge ist ein teilweise verschneiter Gebirgskamm im ostantarktischen Mac-Robertson-Land. In den Prince Charles Mountains ragt er rund 8 km südwestlich des Armonini-Nunatak auf.
Luftaufnahmen der Australian National Antarctic Research Expeditions aus dem Jahr 1960 dienten seiner Kartierung. Das Antarctic Names Committee of Australia (ANCA) benannte ihn nach Eric L. Clague, Meteorologe auf der Mawson-Station im Jahr 1962.